# Antonio Roma
Antonia Roma (Buenos Aires, 1932. július 13. – Buenos Aires, 2013. február 20.) válogatott argentin labdarúgó, kapus.

## Pályafutása

### Klubcsapatban
1955 és 1959 között a Ferro Carril Oeste csapatában játszott. 1960 és 1972 között a Boca Juniors játékosa volt, ahol öt bajnoki címet és egy kupa győzelmet szerzett a csapattal.

### A válogatottban
1956 és 1967 között 42 alkalommal szerepelt az argentin válogatottban. Részt vett az 1962-es és az 1966-os világbajnokságon. Tagja volt az 1957-es Copa América győztes csapatnak.

## Sikerei, díjai
Argentína
- Copa América
  - győztes: 1957
  - 2.: 1967

 Boca Juniors
- Argentin bajnokság
  - bajnok: 1962, 1964, 1965, 1969, 1970
- Argentin kupa
  - győztes: 1969